# 프리드리히 폰 슈트루베
프리드리히 폰 슈트루베(Friedrich Georg Wilhelm von Struve, 러시아어: Василий Яковлевич Струве, 1793년 4월 15일 – 1864년 11월 23일)는 슈트루베가(家)의 발트 독일인 천문학자이자 측지학자이다. 이중성을 연구하고 삼각측량 조사를 착안한 것으로 알려졌으며 그의 영예를 기려 스트루베 측지 아크로 명명되었다.